# Леман, Рудольф (художник)
Вильгельм Август Рудольф Леман (фр. Rudolf Lehmann ; 19 августа 1819, Оттенсен — 24 октября 1905 или 27 октября 1905[…], Буши, Хартфордшир) — художник-портретист.

## Биография
Родился в 1819 году в Дании в окрестностях Альтоны (города на старой датско-немецкой границе, ныне — район Гамбурга) в еврейской семье художника Лео Лемана. Двух своих сыновей Лео Леманн отправил учится сперва в Париж, в Высшую школу изящных искусств, а затем в Мюнхен, в Академию художеств, где их учителями были художники Петер фон Корнелиус и Вильгельм фон Каульбах. После обучения в Мюнхенской академии, Рудольф Леман предпринял образовательную поездку в Рим, где прожил шесть лет (1839—1846).
Брат Рудольфа, Анри Леман в конечном итоге осел во Франции. Рудольф ещё два раза посещал Рим и оставался там на длительное время (в 1855—59 и 1863—64 годах), однако, начиная с 1850 года большую часть времени проводил в Лондоне. Здесь он сделал карьеру художника-портретиста, создав портреты таких знаменитостей, как Уильям Гладстон, Чарльз Диккенс, Джордж Элиот, Роберт Браунинг, Уилки Коллинз. Портретировал также Александра Гумбольдта, своего учителя Петера фон Корнелиуса, немецкого художника Менцеля, композиторов Листа и Шопена, французского поэта и политика Альфонса де Ламартина и многих других. Помимо портретов писал также жанровые сцены, по большей части, изображения бедняков и крестьян Италии, выдержанные в сентиментально-идеалистическом ключе.
Леман был женат на Амелии Чемберс, дочери писателя и натуралиста, шотландца Роберта Чемберса. В 1866 году принял британское подданство. В 1894 году издал в Великобритании свои мемуары под названием «Воспоминания художника» («An Artist's Reminiscences»). В 1896 году многие портреты кисти Лемана были гравированы и изданы в виде альбома под названием «Выдающиеся мужчины и женщины века» («Men and Women of the Century»).
Скончался в 1905 году и был похоронен на кладбище Хайгейт.

## Галерея

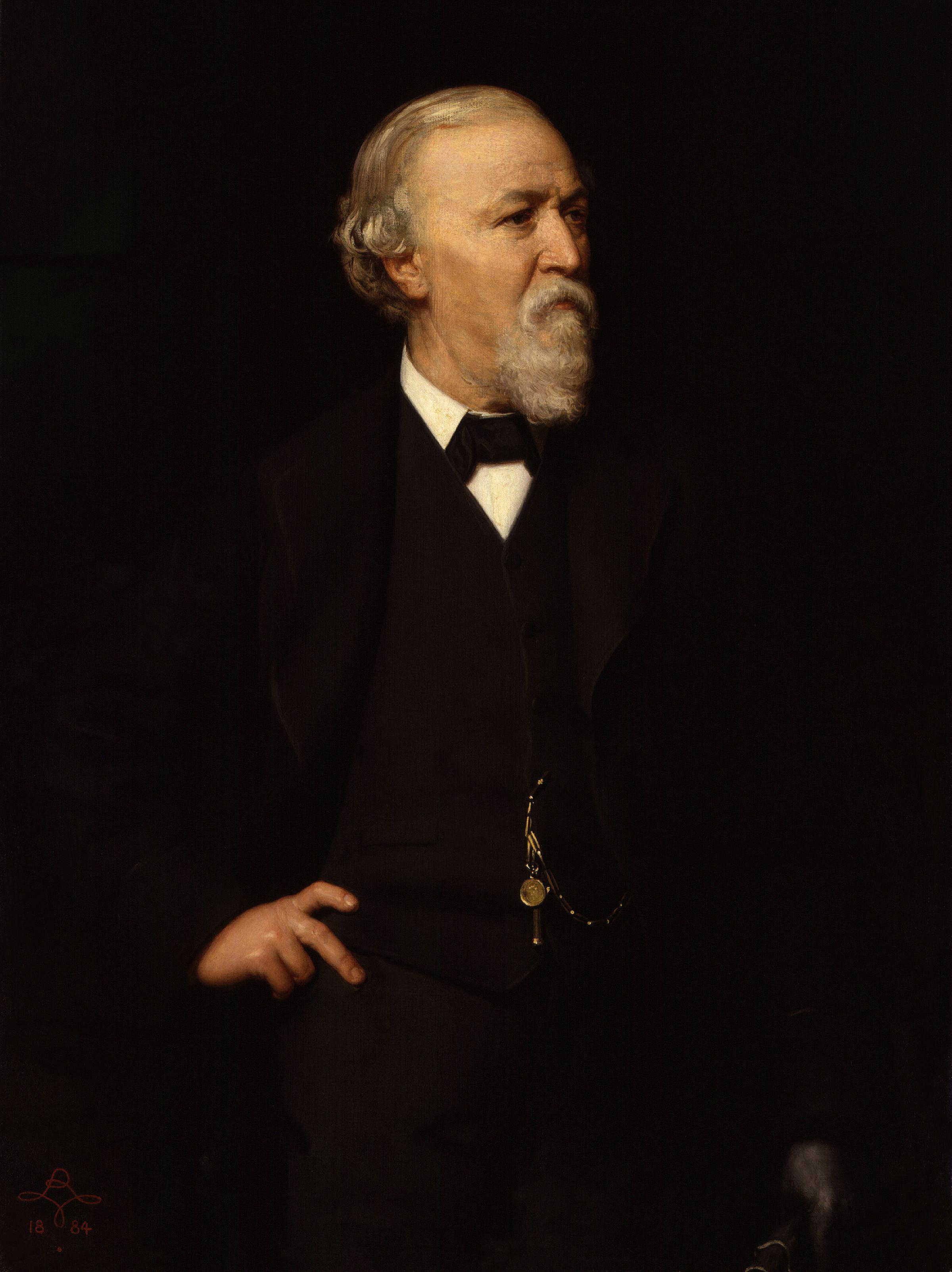
Роберт Браунинг
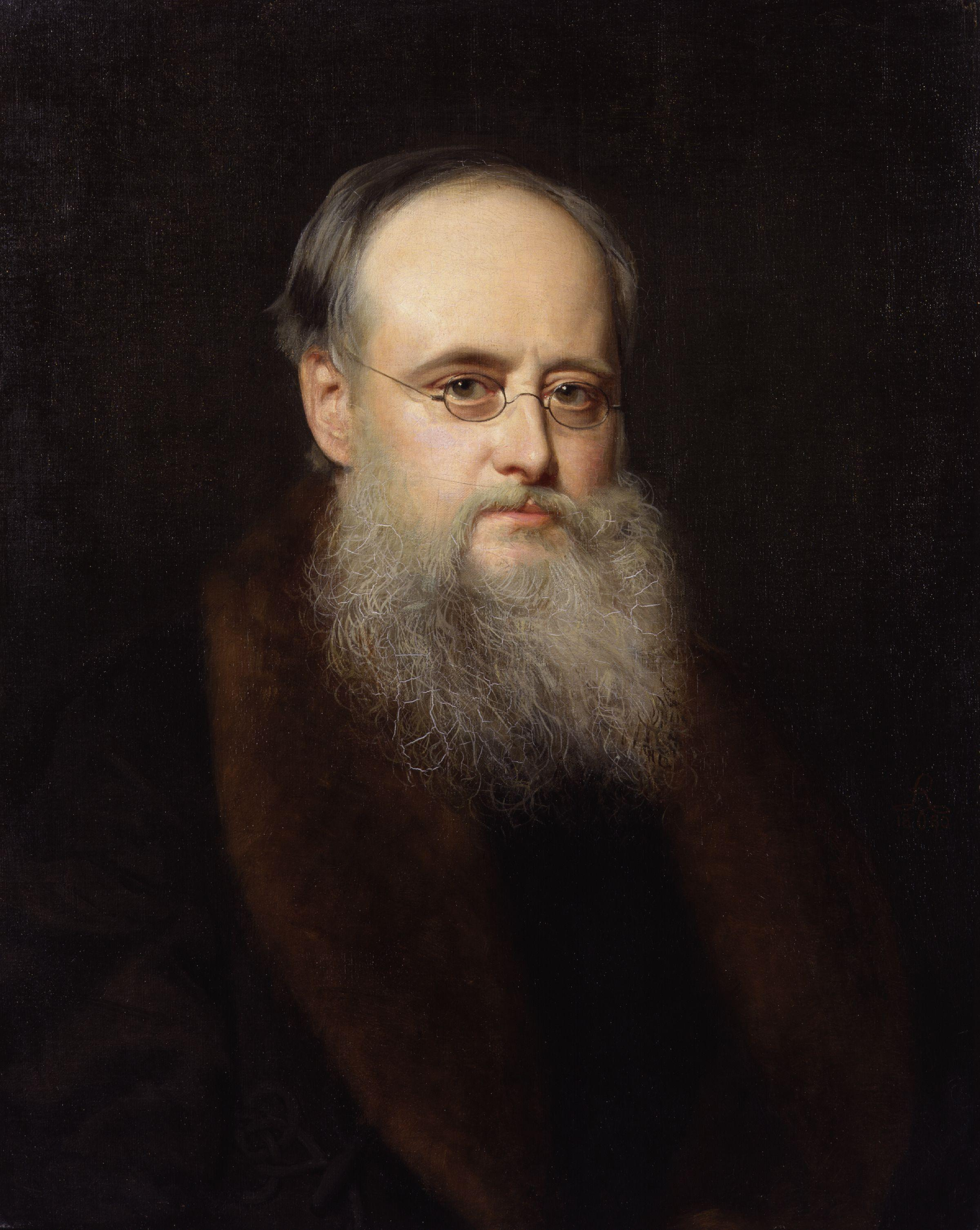
Уилки Коллинз
Лео Леман, отец художника
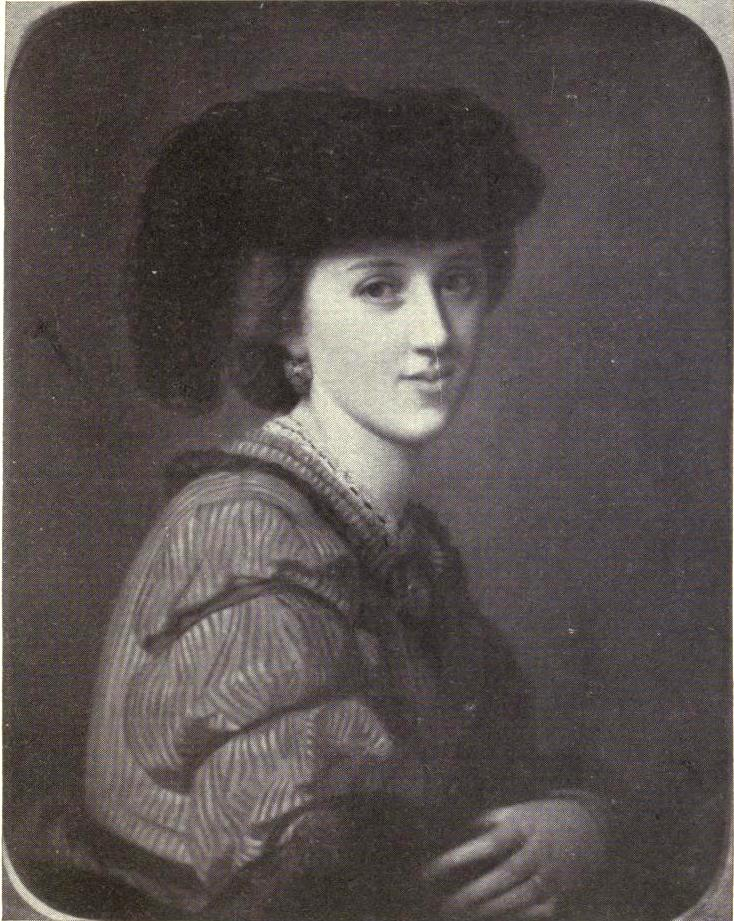
Амелия Чэмберс, супруга художника
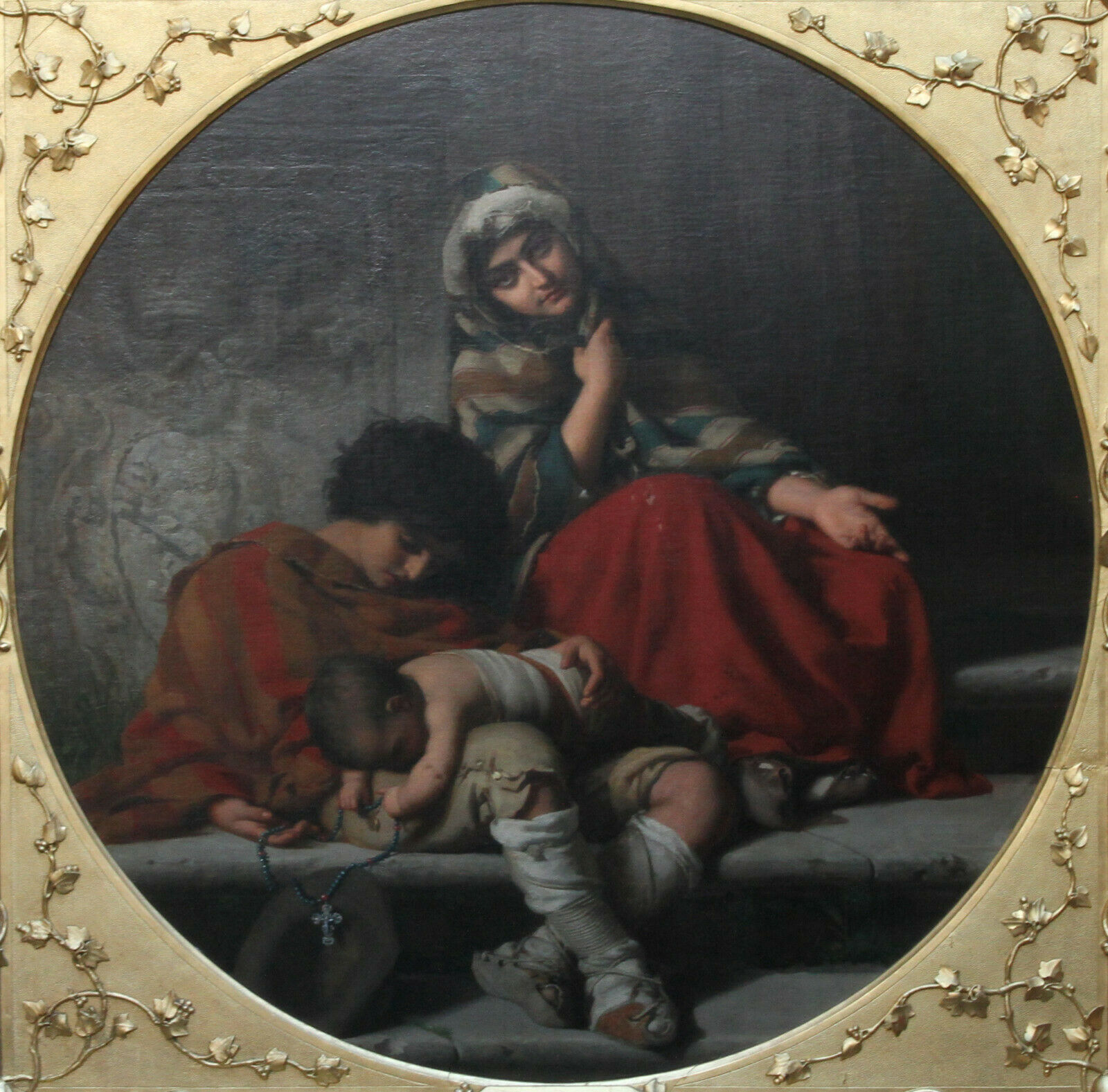
Нищие дети в Риме у входе в церковь
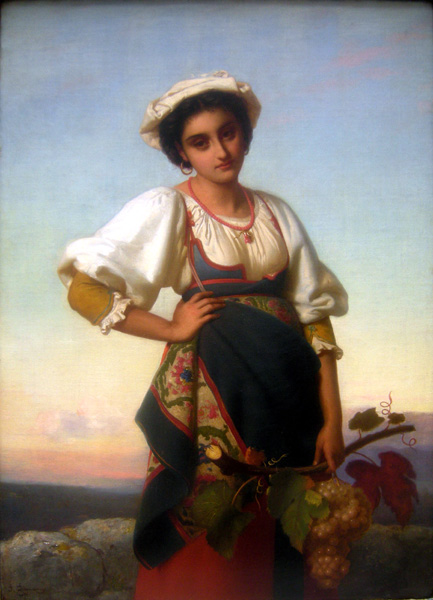
Неаполитанская крестьянская девочка с гроздью винограда
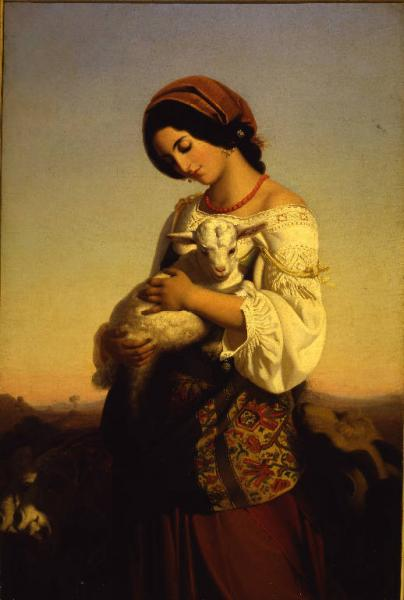
Неаполитанка с барашком